# Gouvernement Nehammer
IIe République d'Autriche
Schallenberg Stocker
Le gouvernement Nehammer (en allemand : Bundesregierung Nehammer) est le gouvernement fédéral de la république d'Autriche entre le 6 décembre 2021 et le 3 mars 2025, sous la XXVIIe législature du Conseil national.
Il est dirigé par le conservateur Karl Nehammer, successeur d'Alexander Schallenberg après sa démission, et repose sur une « coalition turquoise-verte » entre conservateurs et écologistes. Il succède au gouvernement Schallenberg et cède le pouvoir au gouvernement Stocker.

## Historique du mandat
Ce gouvernement est dirigé par le nouveau chancelier fédéral conservateur Karl Nehammer, précédemment ministre fédéral de l'Intérieur. Il est constitué et soutenu par une « coalition turquoise-verte » entre le Parti populaire autrichien (ÖVP) et Les Verts - L'Alternative verte (Grünen). Ensemble, ils disposent de 97 députés sur 183, soit 53 % des sièges du Conseil national.
Il est formé à la suite de la démission du chancelier fédéral Alexander Schallenberg, au pouvoir depuis octobre 2021.
Il succède donc au gouvernement Schallenberg, constitué et soutenu par une coalition identique.

### Formation
Le 2 décembre 2021, le chancelier fédéral Alexander Schallenberg annonce son intention de renoncer à la chancellerie, quelques heures après que son prédécesseur, toujours président de l'ÖVP et président de son groupe parlementaire Sebastian Kurz — démissionnaire deux mois plus tôt après l'ouverture d'une enquête du ministère public pour détournement de fonds — a annoncé son retrait complet de la vie politique.
Dès le lendemain, le Parti populaire désigne le ministre fédéral de l'Intérieur Karl Nehammer comme son président et futur chancelier, Alexander Schallenberg devant retrouver son précédent poste de ministre fédéral des Affaires étrangères. Il prête serment devant le président fédéral Alexander Van der Bellen le 6 décembre. En plus du chef de la diplomatie et du nouveau ministre fédéral de l'Intérieur, l'équipe gouvernementale intègre un nouveau ministre fédéral des Finances et un nouveau ministre fédéral de l'Éducation.

### Succession
Lors des élections législatives, le Parti de la liberté d'Autriche (FPÖ), d'extrême droite, arrive en tête avec environ 29 % des voix. Il devance le Parti populaire autrichien (ÖVP), en recul de 11 points, et le Parti social-démocrate d'Autriche (SPÖ), qui réalise le pire score de son histoire.
Chargé de former un nouveau gouvernement par le président Alexander Van der Bellen, Karl Nehammer annonce le 4 janvier 2025 l'échec des négociations entre l'ÖVP, le SPÖ et NEOS (NEOS) ainsi que sa démission à venir. Le 10 janvier, le ministre fédéral des Affaires étrangères Alexander Schallenberg lui succède par intérim.
Après que les négociations entre le FPÖ et l'ÖVP n'ont pas pu aboutir, un accord de coalition est finalement conclu entre le Parti populaire, le Parti social-démocrate et NEOS, sous l'égide du nouveau chef de file de l'ÖVP Christian Stocker, le 27 février. Le nouveau gouvernement prête serment et entre en fonction le 3 mars.

## Composition
- Par rapport au gouvernement Schallenberg, les nouveaux ministres sont indiqués en gras et ceux ayant changé d'attribution le sont en italique.

| Fonction | Titulaire | Titulaire              | Titulaire                                        | Parti  |
| --- | --------- | ---------------------- | ------------------------------------------------ | ------ |
| Chancelier fédéral |           | Karl Nehammer          | Karl Nehammer (jusqu'au 10/01/2025)              | ÖVP    |
| Chancelier fédéral |           | Alexander Schallenberg | Alexander Schallenberg a.i.                      | ÖVP    |
| Vice-chancelier (jusqu'au 02/10/2024) Ministre fédéral des Arts, de la Culture, de la Fonction publique et des Sports |           | Werner Kogler          | Werner Kogler                                    | Grünen |
| Ministre fédéral des Affaires européennes et internationales                                                          |           | Alexander Schallenberg | Alexander Schallenberg                           | ÖVP    |
| Ministre fédéral du Travail Ministre fédéral du Travail et de l'Économie (22/07/2022)                                 |           | Martin Kocher          | Martin Kocher                                    | Sans   |
| Ministre fédéral de l'Éducation, de la Science et de la Recherche                                                     |           | Martin Polaschek       | Martin Polaschek                                 | Sans   |
| Ministre fédéral du Numérique et des Entreprises (supprimé le 22/07/2022)                                             |           | Margarete Schramböck   | Margarete Schramböck (jusqu'au 11/05/2022)       | ÖVP    |
| Ministre fédéral du Numérique et des Entreprises (supprimé le 22/07/2022)                                             |           | Martin Kocher          | Martin Kocher (par intérim, jusqu'au 22/07/2022) | Sans   |
| Ministre fédéral des Finances                                                                                         |           | Magnus Brunner         | Magnus Brunner (jusqu'au 20/11/2024)             | ÖVP    |
| Ministre fédéral des Finances                                                                                         |           | Gunter Mayr            | Gunter Mayr                                      | ÖVP    |
| Ministre fédéral de l'Intérieur                                                                                       |           | Gerhard Karner         | Gerhard Karner                                   | ÖVP    |
| Ministre fédéral de la Justice                                                                                        |           | Alma Zadić             | Alma Zadić                                       | Grünen |
| Ministre fédéral du Climat, de l'Environnement, de l'Énergie, des Mobilités, de l'Innovation et de la Technologie     |           | Leonore Gewessler      | Leonore Gewessler                                | Grünen |
| Ministre fédéral de la Défense nationale                                                                              |           | Klaudia Tanner         | Klaudia Tanner                                   | ÖVP    |
| Ministre fédéral de l'Agriculture, des Régions et du Tourisme                                                         |           | Elisabeth Köstinger    | Elisabeth Köstinger (jusqu'au 18/05/2022)        | ÖVP    |
| Ministre fédéral de l'Agriculture, des Régions et du Tourisme                                                         |           | Norbert Totschnig      | Norbert Totschnig                                | ÖVP    |
| Ministre fédéral des Affaires sociales, de la Santé, des Soins et de la Protection des consommateurs                  |           | Wolfgang Mückstein     | Wolfgang Mückstein (jusqu'au 08/03/2022)         | Grünen |
| Ministre fédéral des Affaires sociales, de la Santé, des Soins et de la Protection des consommateurs                  |           | Johannes Rauch         | Johannes Rauch                                   | Grünen |
| Ministre fédéral des Femmes, de la Famille, de l'Intégration et des Médias                                            |           | Susanne Raab           | Susanne Raab                                     | ÖVP    |
| Ministre fédéral de la Politique européenne                                                                           |           | Karoline Edtstadler    | Karoline Edtstadler                              | ÖVP    |